# Сарапул
Сара́пул (рос. Сарапул, удм. Сарапул) — місто в Російській Федерації, культурний, економічний та освітянський центр Удмуртської республіки. Кількість населення на 1 січня 2024 року становила 89 500 осіб. За економічними та демографічним показниками друге місто республіки після столиці Іжевська. Має найбільшу кількість архітектурних пам'яток у республіці. У місті діє промислове підприємство «Елеконд», яке є найбільшим виробником та постачальником різноманітних конденсаторів у Росії та країнах СНД.

## Походження назви
Вперше назва Сарапул зустрічається в писцовій книзі Івана Яхонтова 1579 року по Чердинському повіту. При цьому малось на увазі досить велика територія в Середньому Прикам'ї, пов'язана з ділянкою річки, де на перекаті у великій кількості водилась сарапуль — жовта риба (стерлядь). Існує декілька версій походження назви. З чуваської мови вона означає «сара-пула» — жовта риба, фіно-угорський варіант дає «сара-пула» — місце біля води, іранський «сара-пул» — укріплене місце, тюркський — «сара-пула» жовта монета, індоарійський — «зара-пур» золоте місце, з булгарської мови — «сара-пула» — означає гарна риба, поєднання комі «сардиз» та удмуртської «павил» (вода та селище) — дає селище біля води.
На думку вчених-істориків, найправдоподібнішим є варіант, який означає гарна, золота або жовта риба. Це підтверджується наявністю в річці Кама великої кількості стерляді. Ще здавна місцеві купці поставляли її у живому вигляді до імператорського столу.

## Історія

### Російська імперія

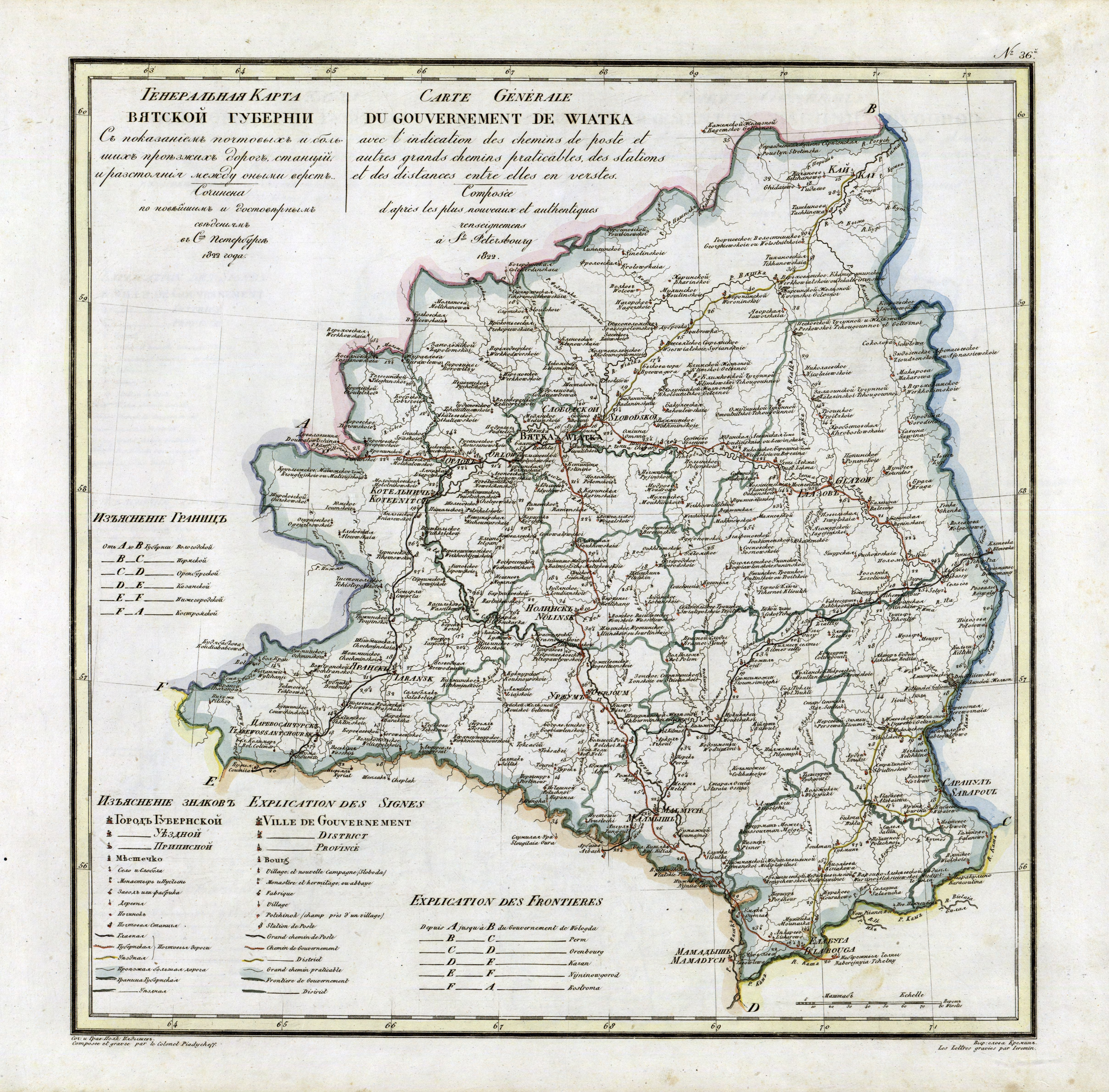
Сарапульський повіт на мапі В'ятської губернії

Місто є одним з найстаріших в Прикам'ї. Заснування Сарапула як поселення відноситься до середини XVI століття, коли був створений перевалочний укріплений пункт для захисту кордонів Російської імперії та плацдарм для подальшого освоєння Сибірських земель. Вперше місто згадується в 1594 році як село Вознесенське на річці Сарапул. З 1707 року воно стає палацовим селом-слободою, але вже під назвою Сарапул. Село процвітало за рахунок торгівлі хлібом та риболовлі. В 1780 році, під час адміністративної реформи в Росії, коли утворювались нові губернії та повіти, імператриця Катерини II підписала указ про утворення Сарапульського повіту в складі В'ятського намісництва. З того часу колишнє село офіційно отримало статус міста, а в 1781 році йому був дарований герб. Місто розвивалось за генеральними планами великих архітекторів І.Лема, В.Гесте та Ф.Рослякова. В 1797 році, з утворенням В'ятської губернії, Сарапул стає одним з повітових її центрів. Місто особливо розширилось, виросло та розбагатіло у другій половині XIX століття, коли на Камі з 1817 року відкрилось та розвинулось пароплавство, воно стає центром хлібної торгівлі та лісозаготівлі. Тут вперше в Удмуртії відкрили народне училище в 1790 році, земську лікарню в 1811 році, публічну земську бібліотеку в 1835 році, жіночу гімназію в 1860 році і музей в 1909 році.

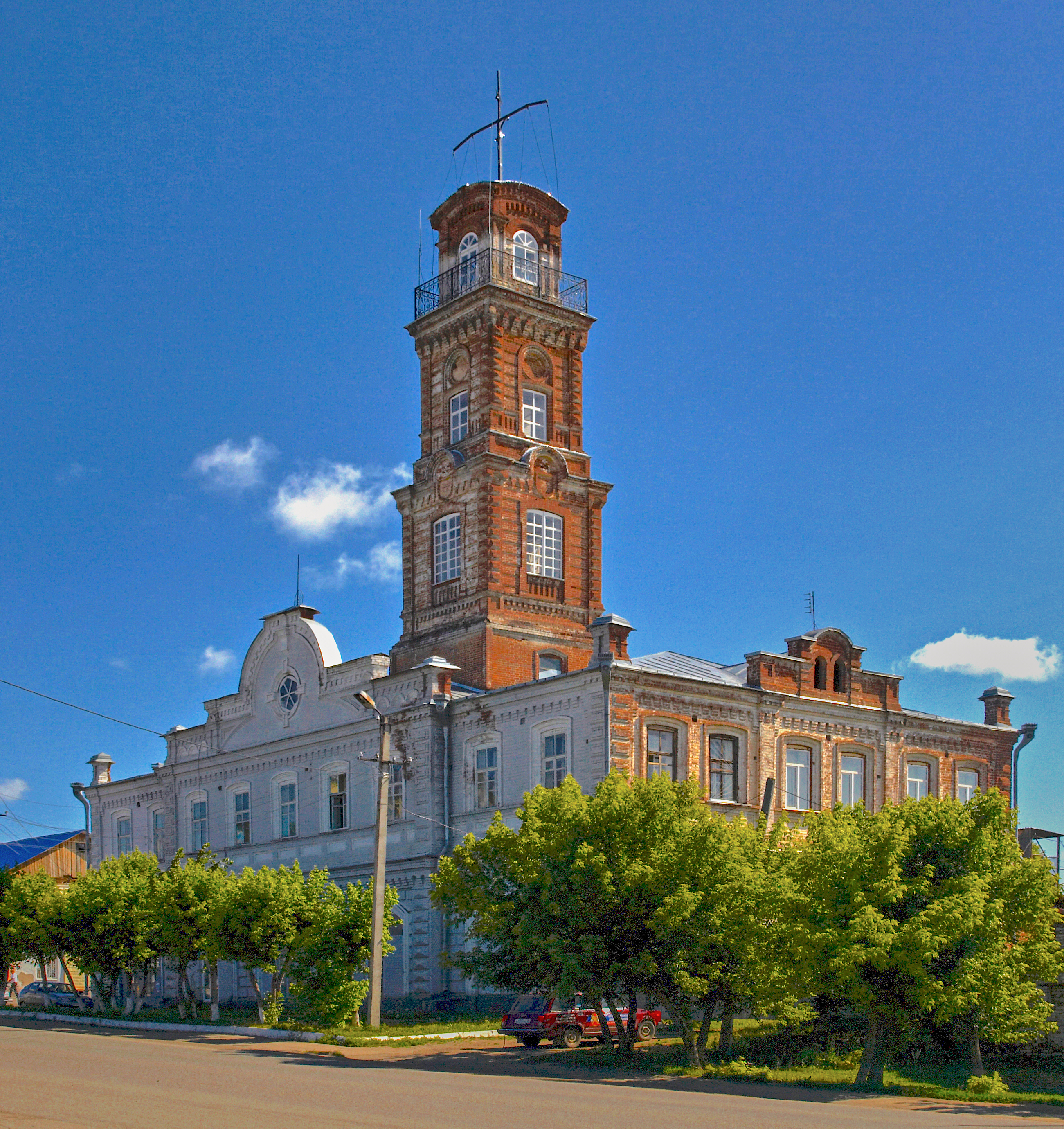
Пожежна каланча (1887)

За кількістю архітектурних пам'яток місто сьогодні займає перше місце в республіці. З самого початку воно мало 2 монастирі та 33 храми. З тих часів збереглись Покровська (1791), Вознесенська (1821) та Ксенії Петербурзької (1912) церкви. Деякі будівлі зводили військовополонені французи після франко-російської війни 1812 року. Основою економічного становлення Сарапула став розвиток шкіряно-взуттєвою промисловості, наприкінці XIX століття місто було одним з найбільших центрів цієї галузі в Росії. В 1868 році в місті нараховувалось вже приблизно 40 підприємств: 6 шкіряних заводів, чавуно-ливарний, пивоварний заводи та винокурня, казенний винний склад, канатна фабрика та лісопилка. 4 березня 1889 року в Сарапулі осів вікарій В'ятської єпархії Афанасій, що перетворило Сарапульське вікаріатство в напівсамостійну єпархію.
На початок XX століття Сарапул був містом з розвиненою функціональною інфраструктурою, другим за значенням містом у В'ятській губернії, центром шкіряного виробництва. Головними артеріями були вулиці Велика Покровська, В'ятська, Єрусалимська, Вознесенська, Нагірна та Міщанська. Велику роль в житті міста відігравала Богоявленська та Троїцька церкви. В XX столітті економіка Сарапула визначалась декількома великими підприємствами машинобудування та радіоелектроніки, що виробляли переважно продукцію військового значення. 1 квітня 1917 року вперше в Удмуртії була організована Сарапульська Рада робітничих та селянських депутатів. Зростання міста після встановлення Радянської влади проходило шляхом виникненням нових виробництв, навколо нових підприємств забудовувались нові частини Сарапула.

### Радянський період

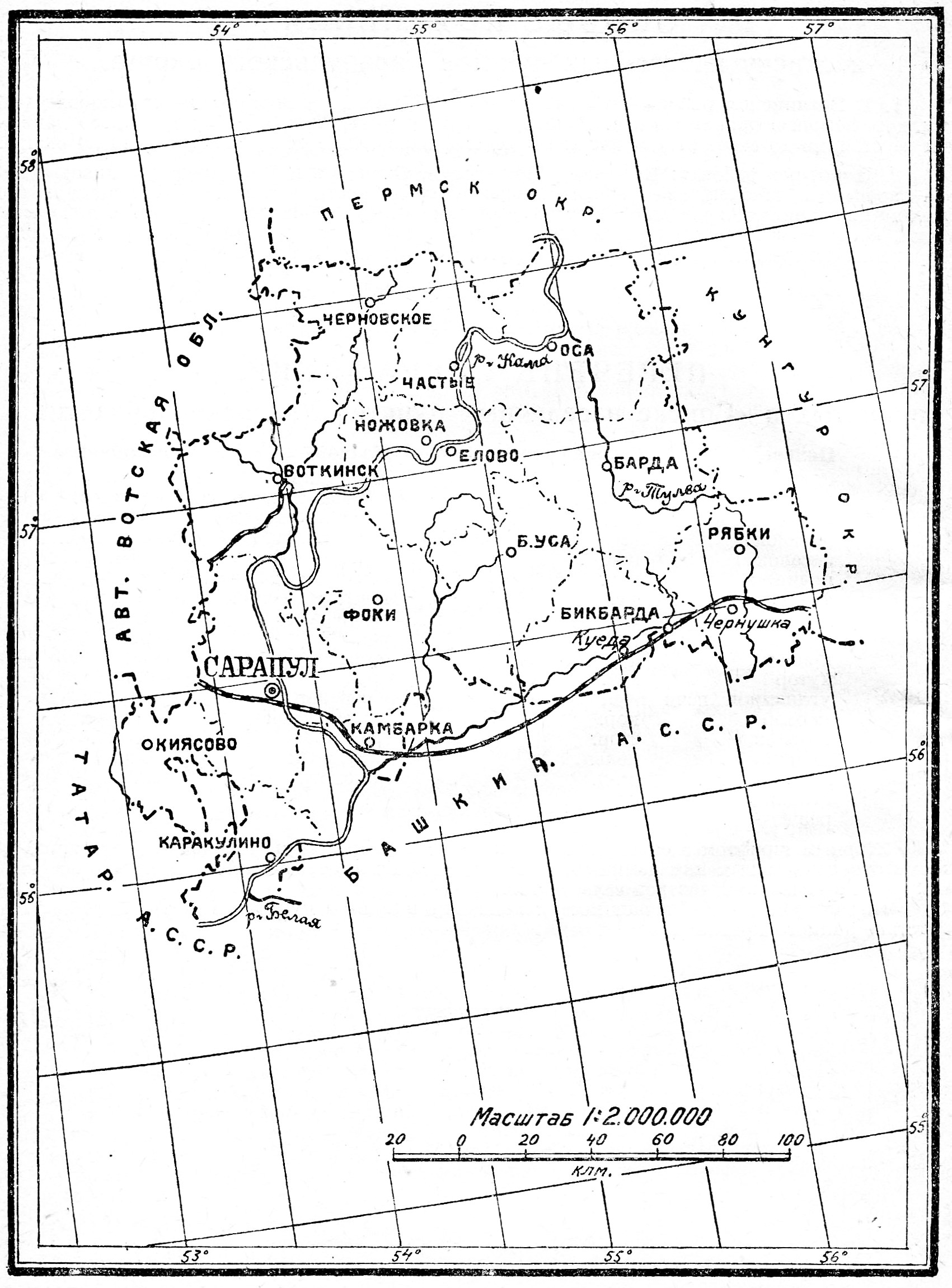
Сарапульський округ. 1928 рік

З 1923 року місто входило в склад Уральської області спочатку як центр Сарапульського повіту, а з 1924 року вже як окружний центр Сарапульського округу. В 1930—1937 роках місто перебувало в складі Кіровського краю, пізніше — Кіровської області, як районний центр. З 22 грудня 1937 року Сарапул був приєднаний до Удмуртії, і з цього часу він втрачає своє значення, а політичний та економічний центр переноситься до Іжевська. Йому було надано статус міста республіканського підпорядкування, він став центром Сарапульського району. В 1930-ті роки в місті були відкриті нові промислові підприємства — швейна фабрика, лісокомбінат, шпалозавод, реконструйовані та розширені спиртовий та пивоварний заводи, збудовані шляхові залізничні майстерні, залізнична станція та пристань були з'єднані залізничною гілкою.
Значний внесок сарапульців був в перемогу у Другій Світовій війні. В 1941 році в місті була сформована 113-та окрема стрілецька бригада. 25 уродженців міста та району удостоєні звання Героя Радянського Союзу. Приблизно 10 тисяч жителів загинули у боях. Сюди були евакуйовані найбільші заводи Москви, Ленінграду та Баку, а найкращі будівлі були віддані під розміщення в них 8 евакуаційних шпиталів.
Після війни місто швидко забудовувалось, будівництво велось в основному на вільних територіях в південній частині типовими багатоповерхівками. З культових споруд збереглись діюча Воскресенська церква та Старцевій горі, церква Ксенії Петербурзької в псевдоруському стилі по вулиці Горького, в плачевному стані знаходиться Покровська церква та Петропавловська дзвіниця, Георгієвська церква. Визначне значення для Сарапула мав Генеральний план 1965 року, який передбачав його подальший розвиток в південному та північному напрямках. В 1960-х роках місто почало змінювати своє обличчя — принцип пераметральної забудови змінюється мікрорайонній системі планування з майже виключним застосуванням типових будинків. Це призвело до значної втрати історичної архітектури міста.
Період 1960-1970-х років характеризується інтенсивним розвитком промислового виробництва. В цей період формується новий великий промисловий район — Південний, який визначив розвиток міста в південному напрямку. Масове типове будівництво в 1970-1980-х роках здійснювалось в південній і східній частині Центрального району, уздовж вулиць Азіна та Радянської, та на периферійних територіях. Серед негативних подій в історії міста слід відзначити перше в історії СРСР захоплення заручників в школі, яке відбулось в місцевій школі № 12 1981 року.

### Сучасність
На сьогодні Сарапул — великий промисловий центр Удмуртської республіки, який поступається лише Іжевську. Тут розміщуються велика залізнична станція та річковий порт на Камі. Сарапул з'єднаний з основними промисловими центрами республіки автомобільними дорогами. Місто входить до Південного промислового району Удмуртії, а разом з Іжевськом та Воткінськом складає велике господарсько-економічне ядро республіки, єдиний народно-господарський комплекс, який територіально знаходиться в трикутнику Іжевськ-Перм-Єкатеринбург. Місто є доволі великим освітнім та культурним центром. Місто зберегло старовинну забудову, завдяки якій Сарапул отримав статус історичного міста в 1990 році. На сьогодні протяжність Сарапула становить понад 12 км — якщо раніше він був компактним поселенням, то зараз з'явились нові мікрорайони — Південний, Західний, Північний, Елеконд та Привокзальний.
В 1992 році до Сарапула було приєднане робітниче селище Симониха, яке розташоване на лівому березі Ками. Статус селища міського типу отримало в 1949 році. Населення — 400 осіб (1989; 3 400 осіб в 1959, 3 500 осіб в 1970, 1 100 осіб в 1979).

## Географія
Сарапул розташований в Передураллі, на східних схилах Сарапульської височини, за 66 км на південний схід від Іжевська. Місто розкинулось по правому березі річки Кама між невеликими її правими притоками Яромаска на півночі та Мала Сарапулка на півдні. Через усе місто протікає ще одна права притока Ками — Велика Сарапулка. Навпроти Сарапула на Камі розташований великий піщаний острів Зелений, порослий чагарниками. Північний берег міста стрімко обривається до річки, а південний, навпаки, низинний, місцями заболочений. В центральній частині, де берег пологий, збудований річковий порт.
Навколо Сарапула знаходяться поклади таких корисних копалин, як нафта, піщано-гравійні суміші, глина, торф, будівельний пісок. Головне багатство природи — річка Кама. В ній та її притоках водиться до 40 видів риб.

### Клімат
Пересічна річна температура повітря становить +2,7 C°, пересічна річна швидкість вітру — 3,7 м/с а пересічна річна вологість повітря — 76 %.
| Клімат - Сарапул        | Клімат - Сарапул | Клімат - Сарапул | Клімат - Сарапул | Клімат - Сарапул | Клімат - Сарапул | Клімат - Сарапул | Клімат - Сарапул | Клімат - Сарапул | Клімат - Сарапул | Клімат - Сарапул | Клімат - Сарапул | Клімат - Сарапул | Клімат - Сарапул |
| Показник                | Січ.             | Лют.             | Бер.             | Квіт.            | Трав.            | Черв.            | Лип.             | Серп.            | Вер.             | Жовт.            | Лист.            | Груд.            | Рік              |
| Абсолютний максимум, °C | 3,6              | 5,8              | 10,1             | 27,5             | 31,1             | 35,6             | 36,6             | 34,6             | 33,0             | 22,4             | 11,1             | 3,5              | 36,6             |
| Середній максимум, °C   | −10,1            | −7,9             | −0,7             | 8,8              | 17,7             | 23,6             | 24,5             | 21,3             | 14,6             | 5,8              | −3,3             | −6,6             | 7,3              |
| Середня температура, °C | −13,5            | −12,1            | −5,4             | 3,7              | 11,6             | 17,0             | 18,7             | 15,6             | 9,8              | 2,5              | −5,6             | −10,3            | 2,7              |
| Середній мінімум, °C    | −17,2            | −15,9            | −9,2             | −0,2             | 5,8              | 12,0             | 13,3             | 10,7             | 5,8              | −0,4             | −8,7             | −13              | −1,4             |
| Абсолютний мінімум, °C  | −46,8            | −40,4            | −32,1            | −23,9            | −9,4             | −2,4             | 4,3              | −1,7             | −5,5             | −21,3            | −33,5            | −47,5            | −47,5            |
| Норма опадів, мм        | 35               | 26               | 27               | 32               | 37               | 59               | 67               | 63               | 54               | 51               | 44               | 37               | 532              |
| ----------------------- | ---------------- | ---------------- | ---------------- | ---------------- | ---------------- | ---------------- | ---------------- | ---------------- | ---------------- | ---------------- | ---------------- | ---------------- | ---------------- |

### Природоохоронні території
Згідно з Постановою Уряду Удмуртії № 377 від 18 грудня 1995 року в межах міста знаходяться 8 особливо охоронних територій загальною площею 83,7 га:
- республіканського значення — Старцева гора — 3,5 га
- місцевого значення — Єршовська діброва (50 га), Парк імені Леніна (12 га), Міський парк (7,9 га), Дитячий парк (4,1 га), Дача Башеніна (3,9 га), Сад імені Пушкіна (2 га) та Дібровний гай (0,3 га).

## Планування та архітектура
Структура міста являє собою посмуговане планування. Основу становить компактна центральна частина міста з прямокутною мережею вулиць. Тут знаходиться річка Кама, уздовж якої і відкривається основна панорама Сарапула. Місто поділяється на 7 мікрорайонів. В межах Сарапула із заходу та півдня знаходиться лісопаркова зона. Головними елементами міста є окремі вузли та основні транспортні напрямки, система громадських центрів в жилих районах. Громадсько-ділові зони сьогодні займають в цілому 262 га, жилі зони, не включаючи садово-дачні ділянки, — 716 га (квартали багатоповерхівок становлять 193 га, а зони індивідуальної забудови — 523 га).

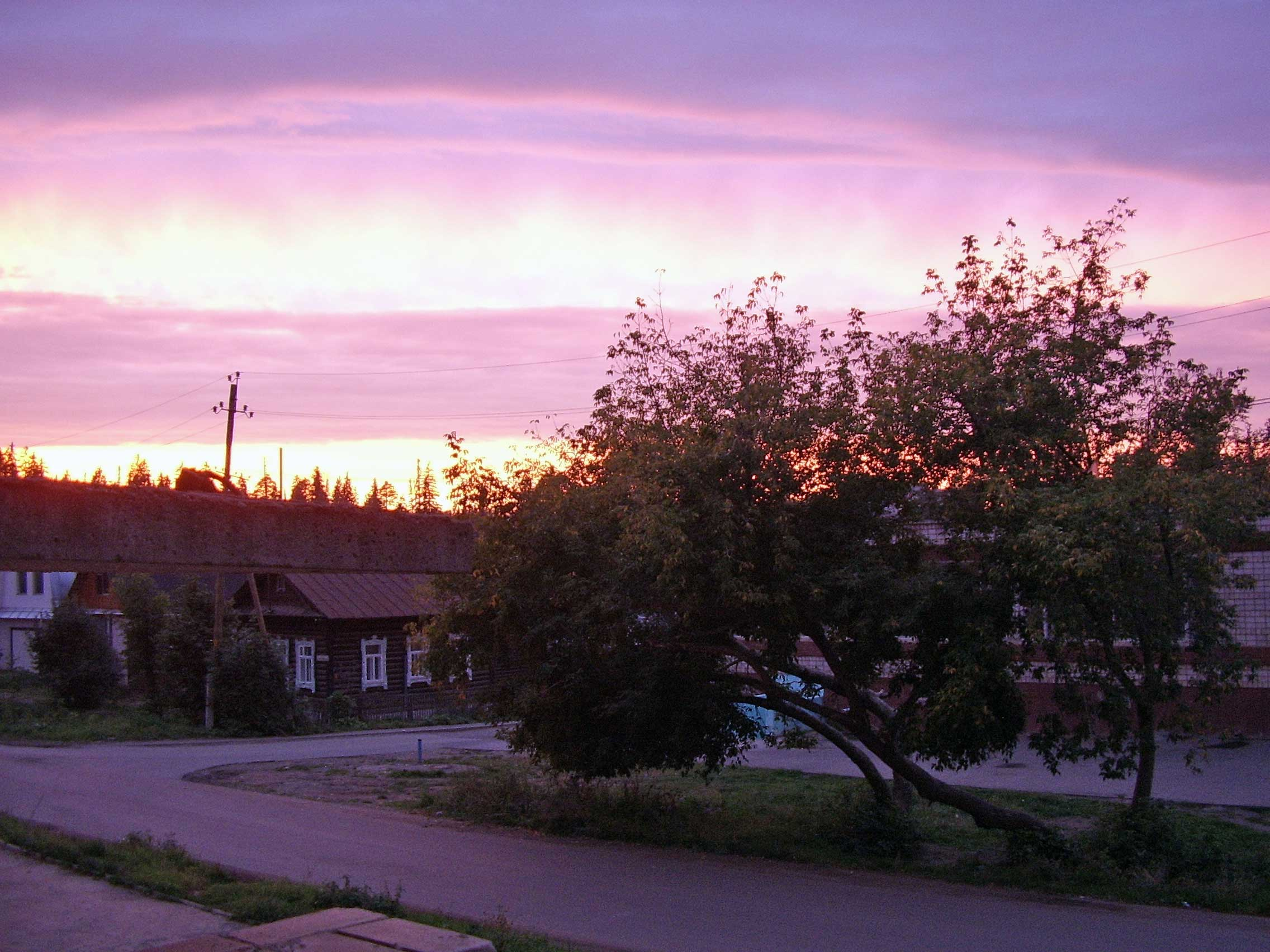
Індивідуальна забудова по вулиці Седельникова

В місті продовжується розвиток індивідуального жилого будівництва, що призводить до збільшення території самого міста. Основними територіями масової індивідуальної забудови є райони Гудок, Елекод та Південний. Великі за площею території займають садові ділянки, розташовані у всіх районах міста, — 375 га. Виробничі зони займають територію в 382 га. Вони згруповані у великий промисловий вузол уздовж залізничної смуги та локальні зони, які розташовані по всій території міста, включаючи центр. Території спеціального значення (в тому числі і цвинтар) займають приблизно 57 га. Єдине діюче кладовище розташоване на заході міста і має площу в 40 га.
До рекреаційних зон міста відносяться території природного комплексу — парки, сквери, бульвари, ліси та лісопарки. Зелені насадження загального використання становлять 37,1 га. Список об'єктів культурного насліддя, які стоять на державному обліку, включає 65 об'єктів. З них 6 пам'ятників історії та культури відносяться до об'єктів федерального значення — Сарапульське городище («Кладова Веретья»), Воскресенська церква (1817), пожежне депо з каланчою (1887), будинок Корешева (1907), дача Башеніна (1904) та будинок Смагіна.
За даними Державної статистики житловий фонд Сарапула на 2005 рік становив 2 087 м² загальної площі, що в середньому 20,7 м² на одного жителя міста. Велика частина фонду (приблизно 70 %) представлена багатоповерхівками (5-ти- і 9-типоверхові), інші 30 % — це індивідуальні житлові будинки.

## Місцеве управління
Представницьким органом місцевого самоуправління міста є Сарапульська міська Дума, яка обирається на термін в 4 роки. Вона складається з 27 депутатів. Головою міського округу є Наумов Анатолій Федорович.

## Населення

Динаміка чисельності населення

Населення міста на 2009 рік становило 98 830 осіб (в 2005 100 950 осіб). Динаміка чисельності міста основана в зниженні кількості населення, що насамперед проходить на фоні зменшення питомої ваги дітей до 15 років (16,7 %) та збільшення частки пенсіонерів (20 %). Природний приріст та міграції від'ємні і становлять −633 осіб та −470 осіб відповідно.
Чисельність офіційно зареєстрованих безробітних в місті станом на 1 січня 2009 року становила 885 осіб при рівні безробіття в 1,45 %. Напруження на ринку праці становило 3,6 безробітних на одну вакансію.
За національним складом місто заселене в основному росіянами — 82 % (а це 81,3 тисячі осіб), також тут живуть татари — 9 % та удмурти — 4 % (2007). Досить примітним лишається той факт, що більшість населення міста становлять саме росіяни. Адже місто з самого початку свого існування було ядром становлення удмуртської культури в регіоні. Досить велика частка татар вказує на близьке розташування Сарапула до Татарстану.

## Промисловість

Структура промисловості. 2008 рік

Зайнятість населення. 2005 рік

Сарапул є значним промисловим центром Удмуртії, другим після Іжевська. Основу економічної бази становить багатогалузева промисловість, в якій працює 60 % усього економічно активного населення міста. Індустріальне чоло міста визначають підприємства машинобудівного комплексу, на яких працює 60 % всього зайнятого у промисловості населення. На високому рівні розвинена харчова промисловість (31 %), тут діє один з найбільших в країні комбінат хлібопродуктів. Продукція місцевої харчової промисловості оцінена не тільки мешканцями міста та району, але й усіма жителями республіки та прилеглих регіонів. З успіхом в торговому домі «Удмуртія» в Москві продаються місцеві вироби. Як і раніше в місті розвинені шкіряна, взуттєва та деревообробні галузі. В Сарапулі зареєстровано 350 дрібних підприємств та 4 тисячі індивідуальних підприємців, функціонує понад 1 тисячу об'єктів торгівлі, громадського харчування та сфери побутових послуг. Житлово-комунальний комплекс включає близько 40 муніципальних підприємств.
З усіх сторін до міста підходять високопродуктивні сільськогосподарські землі, які місцями чергуються з лісами. Передуралля, де розташований Сарапул, відрізняється сприятливим кліматом та іншими умовами, які дозволяють розвитку сільського господарства, а саме тих галузей, які забезпечують продуктами харчування місто — молочне тваринництво, свинарство, овочівництво та інші городні і польові культури.
Станом на 1 січня 2009 року середня заробітна платня по місту становила 10 301 рубль (2 768 грн.). В місті функціонують 7 банків: АКБ Ощадний банк РФ, ВАТ «Уралсиб», ВАТ «Бистробанк», ВАТ «Уральський трастовий банк», ВАТ АКБ «Іжкомбанк», ВАТ «Россільгоспбанк», ВАТ АК «Барс». Місто має 3 пожежних депо на 16 машин.
Серед основних промислових підприємств міста:
- ТОВ Сарапульська швейна фабрика «Аріадна» — виробництво одягу
- ТОВ Взуттєва фабрика «Сарабелла-Холдинг» — виробництва взуттєвих виробів
- ТОВ Сарапульський лісозавод — виробництво пиломатеріалів
- ТОВ Ліскоммеблі — виробництво меблів
- ВАТ Сарапульський машинобудівний завод — виробництво нафто-промислового устаткування
- ВАТ Сарапульський радіозавод — виробництво радіоапаратури
- ВАТ Сарапульський електрогенераторний завод — виробництво електрогенераторів
- ВАТ КБ електровиробів 21 століття — розробка та виробництво нових електровиробів
- ТОВ СУПП «Радіотехніка» ВОС — виробництво радіоапаратури
- ВАТ «Елеконд» — виробництво алюмінієвих, танталових та нобієвих конденсаторів
- ТОВ «СарБІ» — виробництво залізобетонних виробів
- ЗАТ Сарапульський дріжджепивзавод — виробництво дріжджів та пива
- ЗАТ Сарапульська кондитерська фабрика — виробництво кондитерських виробів
- ВАТ Сарапульський лікеро-горілчаний завод — виробництво лікеро-горілчаних виробів
- ВАТ Сарапульський комбінат хлібопродуктів — виробництво хлібопродуктів
- ВАТ Сарапульський хлібокомбінат — виробництво хлібо-булочних виробів
- ВАТ Сарапульський м'ясокомбінат «Східний» — виробництво м'ясних виробів
- ВАТ Молочний комбінат «Сарапул-молоко» — виробництво молочних виробів
- ЗАТ Сарапульська птахофабрика — виробництво м'яса та яєць
- ТОВ Сарапульський крупозавод — виробництво круп'яних виробів
- ТОВ Сарапульська судноплавна компанія — транспортні послуги
- ВАТ Річковий порт «Сарапул» — транспортні та вантажні послуги
- МУП Сарапульська міська типографія — друкарські послуги
- ОСП Сарапульська ТЕЦ — теплоенергопостачання

## Транспорт

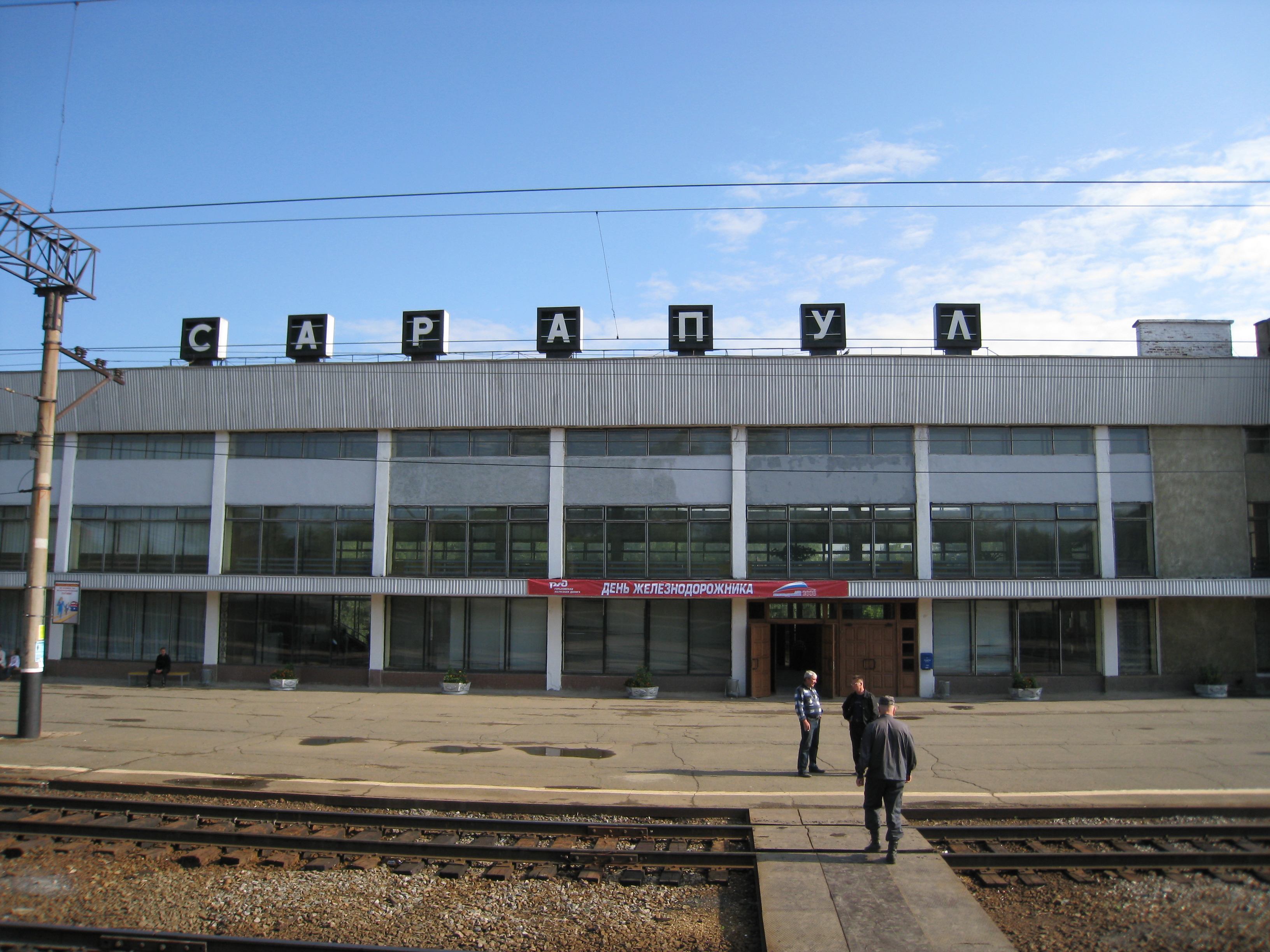
Залізничний вокзал

Головний фактор, який дозволив розвинутись в місті потужній промисловості — це його транспортні зв'язки. Сарапул має вдалий вихід в Центр Росії та в Єкатеринбург, що здійснюється через залізничну магістраль та річку Кама. Також місто має розвинену автомобільну мережу, яка з'єднує його з іншими районами Удмуртії.
На березі Ками збудований великий річковий порт, який є водними ворітьми Сарапула. Звідси також діє поромна переправа на лівий берег, до села Єршовка та мікрорайону Симониха. На південній околиці міста, між берегом та островом Зелений, знаходиться пристань для приватних човнів. В мікрорайоні Південний збудований залізничний вокзал, від якого також прокладена залізнична гілка до вантажного порту.
В самому Сарапулі працює мережа автобусних маршрутів, які утворюють систему Сарапульського міського автобуса. Вона складається з 16 маршрутів, 3 з яких з'єднують з містом прилегле село та центр Сарапульського району Сігаєво.

## Соціальна сфера

### Медицина
Медицина в місті розвинена добре, про це свідчить наявність потужної мережі медичних закладів. В місті працюють 3 міські лікарні, дитяча міська лікарня, міська інфекційна лікарня, пологовий будинок, дитячий санаторій, 3 диспансери (шкірно-венозний, психоневрологічний та протитуберкульозний), станція швидкої медичної допомоги, станція переливання крові та 2 стоматологічні поліклініки.

### Релігія

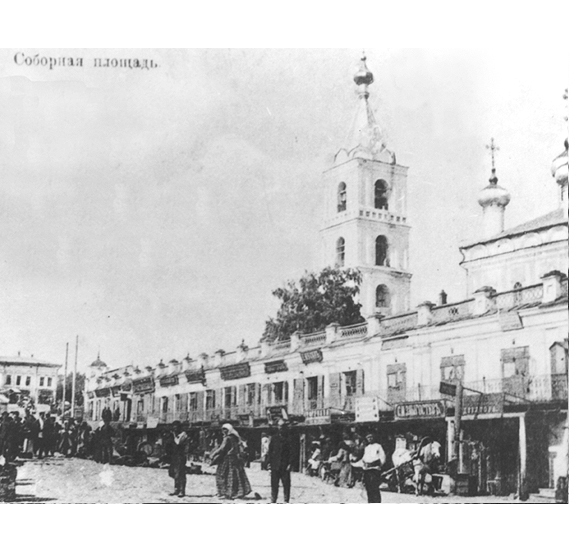
Вознесенський собор. 1910 рік

Місто має всього 2 діючих православних храми — Воскресенська церква, збудована в 1817—1821 роках та церква Ксенії Петербурзької, що розташована в приміщенні Свято-Микільської (Австрійської) церкви, збудованої в 1912 році. Хоча за всю історію міста в Сарапулі було набагато більше церков. До 1917 року в Сарапулі діяли два монастирі — чоловічий Івано-Предтеченський (1899) з Івано-Предтеченською церквою (1894) та жіночий Благовіщенський (1881) з Благовіщенською (1881) та Святої мучениці Олександри (1894) церквами. В радянські часи було знесено багато православних храмів — церква Святого благовірного князя Олександра Невського (1868), яка діяла при тюремному замку, церква Божої Матері всіх скорботних Радість (1892), найстаріший Вознесенський собор (1579, перебудовувався в 1765 та 1802 роках), церква Дванадцяти апостолів (1900), Микільська єдиновірська церква (1848), Свято-Троїцька церква (1861) з Володимирською каплицею (1895). Не оминула доля і мечеть (1909) та синагогу (1915). Декілька храмів збереглись, але вони зараз лишаються не діючими, деякі переобладнанні під різні установи — церква Святої Анни Пророчиці (1913) при будинку Смагіна, Олексієвська церква (1883) при Олексієвському училищі, Георгієвська церква (1861), Миколаївська церква (1897) при духовному училищі, Петропавловська церква (1822), Успенська Хрестовоздвиженська церква (1889) при архієрейському домі та Покровська церква (1791). У 2005 році була збудована нова церква Миколи Чудотворця на Старцевій горі, яка стала релігійним символом міста.

### Освіта
Освіта в місті представлена дошкільними, шкільними та позашкільними закладами, працюють також центри творчості та декілька вузів. Дошкільна освіта представлена 32 дитячими садочками. Серед шкіл слід виділити загальноосвітні — їх 11, а також 2 ліцеї, 2 початкові школи, 2 спеціальні (корекційні) школи, лінгвістична гімназія та прогімназія, школа-інтернат та санаторна школа-інтернат, вечірня школа. Для одиноких дітей діє дитячий будинок. З позашкільних закладів слід виділити екологічний центр, дитячо-юнацький центр, школу юних моряків «Норд», Дитячий парк та Центр дитячої технічної творчості. Спортивним життям дітей опікуються 5 ДЮСШ (№ 1, «Теніс», «Енергія», «Сокіл» та «сарапул»).
Середню спеціальну освіту надає Сарапульський технікум харчової промисловості, педагогічний коледж та 4 ПТУ. Вищу освіту в місті можна отримати в Сарапульському політехнічному інституті, який є філіалом Іжевського державного технологічного університету. Серед представництв інших вузів країни в місті діють 2 філії Удмуртського державного університету, філії Інституту соціальних та гуманітарних знань, Іжевської державної сільськогосподарської академії, Іжевського юридичного інституту, Євразійського відкритого інституту, Камського інституту гуманітарних та інженерних технологій, Московського державного університету технологій та управління, Московської державної технологічної академії та Московського державного університету економіки, статистики та інформатики.

### Культура та спорт
Заклади культури Сарапула представлені Центральною бібліотекою, Будинком культури «Зоря» та двома Палацами культури радіозаводу і «Електрон». В місті діє Сарапульський драматичний театр, молодіжний центр «Комета». До навчально-культурних закладів відносяться 3 дитячі школи мистецтв. В місті працюють 2 музеї — Музей історії та культури Середнього Прикам'я, Меморіальний історико-біографічний будинок-музей академіка Н.В.Мельникова.
До спортивних закладів міста відносяться Спортивно-оздоровчий комплекс «Енергія» та Оздоровчий центр «Сокіл», при яких діють свої ДЮСШ. Є також тир та велодром. Відпочивати мешканці міста мають змогу у 4 міських парках, які відносяться до природо-охоронних територій місцевого значення. Парками міста опікується Об'єднання парків.

## Масмедіа та зв'язок

Газета «Красное Прикамье»

Сарапул має розвинену мережу ЗМІ. Тут видається 9 газет («Заводская Новь», «Красное Прикамье», «Сарапульские вести», «Сарапул-АВС», «Сарапульский КУПИ-ПРОДАЙ», «Сарапульский листок объявлений», «Сарапульский спутник», «Территория. Настоящая газета Сарапула» та «Эстетик»), 2 журнали («ТВ-Сарапул» та «Самарчанка») та інформаційний бюлетень «ЖИВИ (жизненно-важная информация)». Найстарішою газетою міста є Красное Прикамье, яка видається з 13 серпня 1919 року, на сьогодні вона видається і в електронному вигляді — http://www.sarapul.biz/ [Архівовано 30 жовтня 2010 у Wayback Machine.].
В місті ведуть мовлення 7 радіостанцій російською мовою:
- «Вулкан» (98,6 МГц)
- «Моя Удмуртия» (99,4 МГц)
- «Русское Радио» (100,3 МГц)
- «DFM» (101,6 МГц)
- «Ретро FM» (102,1 МГц)
- «Наше радио» (103,8 МГц)
- «2Авторадио-Сарапул» (104,0 МГц)

Сарапул має свою телерадіокомпанію — ТОВ «Сарапульська телерадіокомпанія», яка веде мовлення під назвою 5 ОКЕАН.
З підприємств зв'язку в Сарапулі працюють декілька операторів зв'язку — «Транстелеком» (магістральний оператор цифрового зв'язку, інтернет-провайдер), «МТС» (оператор мобільного зв'язку), «Скайлінк» (оператор мобільного зв'язку, інтернет-провайдер), «Волга-Телеком» (оператор фіксованого зв'язку), «Іжком» (оператор ІР-телефонії та інтернет-провайдер) та «Мегафон» (оператор мобільного зв'язку). Окрім цього в місті є АТС та мережа поштових відділень.

## Екологічний стан
Основними джерелами забруднення атмосферного повітря в місті є підприємства комунального господарства — 43,9 %, підприємства машинобудування та металообробки — 20,9 % та підприємства харчової промисловості — близько 10 %. За показниками забруднення повітря Сарапул є чистішим, аніж Іжевськ та Глазов. Радіаційний та електромагнітний стан в межах норми. Досить негативне становище складається з водоймами, особливо річками Велика Сарапулка та Кама. Велика частина малих річок, що течуть по колекторним трубам не очищуються. Вода річки Ками відноситься до III ступеня забруднення (за 7-бальною шкалою). Основними джерела забруднення води є АТ «Сарапульський машинобудівний завод», м'ясокомбінат, птахофабрика, радіозавод та шкіряний комбінат. Головними локальними забруднювачами підземних вод є сміттєзвалища побутових та твердих відходів на півдні і заході міста.

## Відомі персоналії
Дивись також: Почесні громадяни міста Сарапула
В Сарапулі 38 років прожила перша жінка-офіцер, кавалерист Надія Дурова, удостоєна Георгієвського хреста за участь у війні з Наполеоном в армії Кутузова. Її подвиг майже через 100 років повторила Пальшина Антоніна Тихонова — учасниця Першої Світової війни та громадянської війни в Росії.
В 1931—1937 роках в Сарапулі відбував заслання Степан Некрашевич, ініціатор створення та перший голова Інституту білоруської культури (нині — Національна Академія наук Білорусі). В 1942 році в місті помер евакуйований філолог-медієвист та перекладач Борис Ярхо.
В Сарапулі народились:

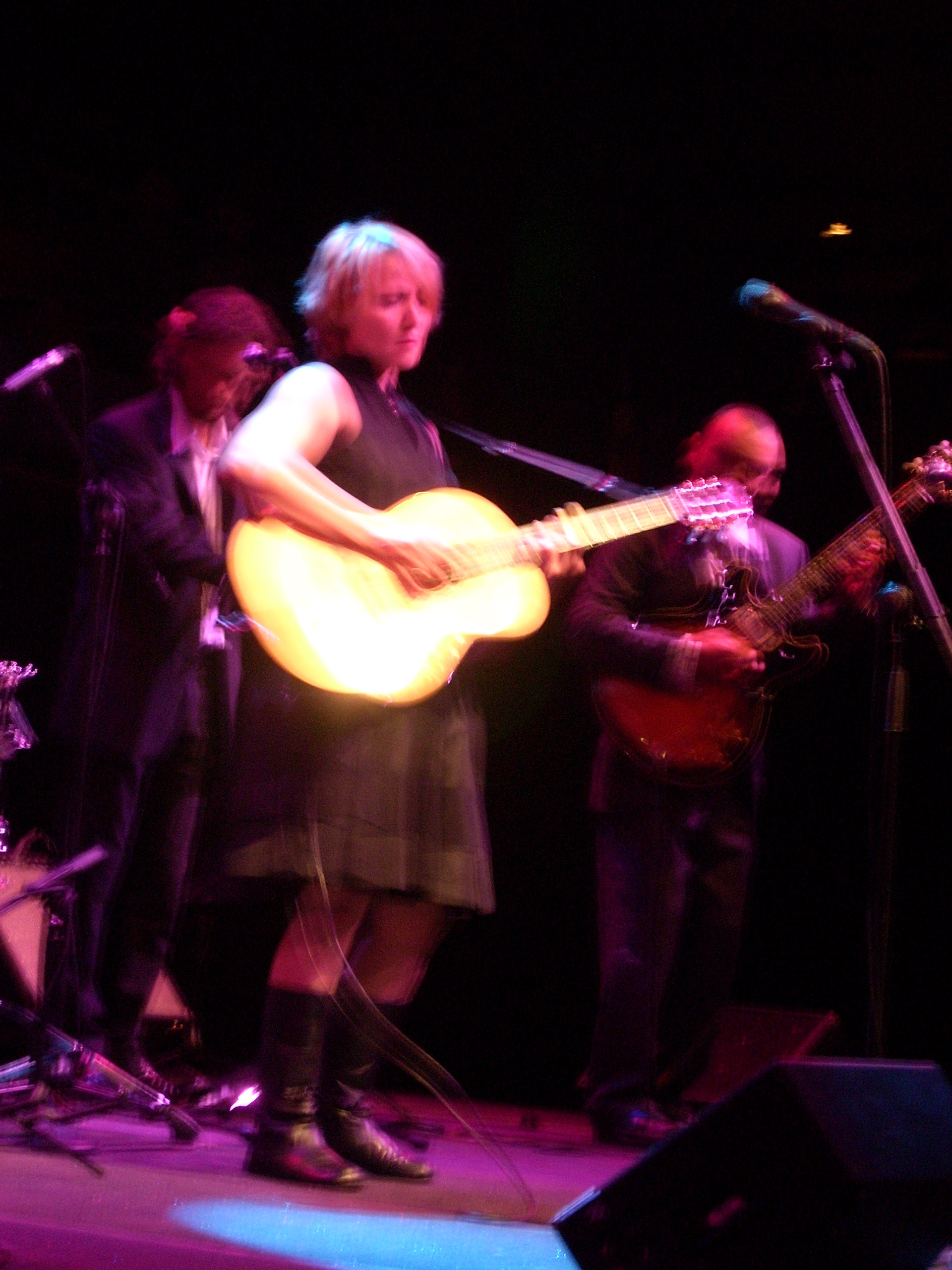
Зульфія Камалова

- Андреєва-Горбунова Олександра Азарівна — один із керівників органів ОДПУ-НКВС, майор державної безпеки
- Анісімов Іван Степанович — радянський революціонер
- Банникова Галина Андріївна (1901 — 1972)) — радянський графік, художник шрифту
- Жаков Олег Петрович — радянський та російський актор, народний артист СРСР (1969)
- Зульфія Камалова — австралійська співачка татарського походження
- Кичанов Євген Іванович — провідний науковий співробітник Санкт-Петербурзького Інституту східних рукописів РАН, доктор історичних наук
- Круліковський Леонід Костянтинович — російський ентомолог, лепідоптеролог, співробітник зоологічного музею ВУАН.
- Сараєв Володимир Зосимович — радянський футболіст, захисник, майстер спорту
- Сєдов Володимир Олексійович — радянський та російський актор театру та кіно, заслужений артист РРФСР (1977)
- Старіков Валентин Георгійович — підводник, Герой Радянського Союзу
- Степанова Зоя Михайлівна — депутат Державної Думи Росії
- Юхнін Віктор Михайлович — майор, Герой Радянського Союзу (1958)